# 2009 en Europe (Année Gazière)
Cette page concerne l'année 2009 du calendrier grégorien.

Chronologie de l’Europe
- 2005
- 2006
- 2007
- 2008
- 2009
- 2010
- 2011
- 2012
- 2013

Chronologie de l’Union européenne
- 2005
- 2006
- 2007
- 2008
- 2009
- 2010
- 2011
- 2012
- 2013

2007 par pays en Europe - 2008 par pays en Europe - 2009 par pays en Europe - 2010 par pays en Europe - 2011 par pays en Europe

## Chronologie

### Janvier 2009
- Jeudi 1er janvier 2009 :
  - Conflit gazier : le contrat d'approvisionnement de l'Ukraine en gaz russe ayant expiré, sans qu'un nouvel accord tarifaire ait été trouvé, Gazprom indique avoir coupé les robinets alimentant les pipelines vers l'Ukraine mais les aurait augmentées en direction d'autres pays d'Europe afin de rassurer ses clients, qui craignent des perturbations dans l'approvisionnement. Les Européens s'inquiètent de savoir si les Ukrainiens laisseront transiter le gaz vers le reste de l'Europe (80 % du gaz russe passent par leurs gazoducs) sans en siphonner au passage, privant ainsi plusieurs pays de l'Union européenne d'une partie de leur approvisionnement, comme en janvier 2006[1].
- Samedi 3 janvier 2009 :
  - Conflit gazier : la présidence ukrainienne pour la sécurité énergétique a mis en garde l'Europe contre des problèmes d'approvisionnement en gaz, à la suite du conflit qui l'oppose à la Russie sur cette question : « Si la partie russe ne livre pas plus de gaz qu'actuellement, dans environ dix jours, il peut y avoir des problèmes technologiques très graves […] Si le gazoduc ukrainien ne reçoit pas les volumes de gaz, la pression dans les tuyaux va baisser. Par conséquent, automatiquement, indépendamment du personnel, il y aura des interruptions. Le système sera obligé de s'arrêter pour faire revenir la pression »[2]. Dès vendredi la chute des approvisionnements a été de 6 % en Pologne, de 30 % en Roumanie et de 10 % en Bulgarie. Globalement, samedi, 80 % des livraisons ont été assurés. L'Ukraine dispose de 17 milliards de m3 soit 65 jours de consommation hivernale. L'Allemagne, la Suisse, la Grèce, l'Italie et la France disposent de réserves importantes[3]. Les autres sources d'approvisionnement sont assurées — Norvège, Grande-Bretagne, Algérie...

- Dimanche 4 janvier 2009 :

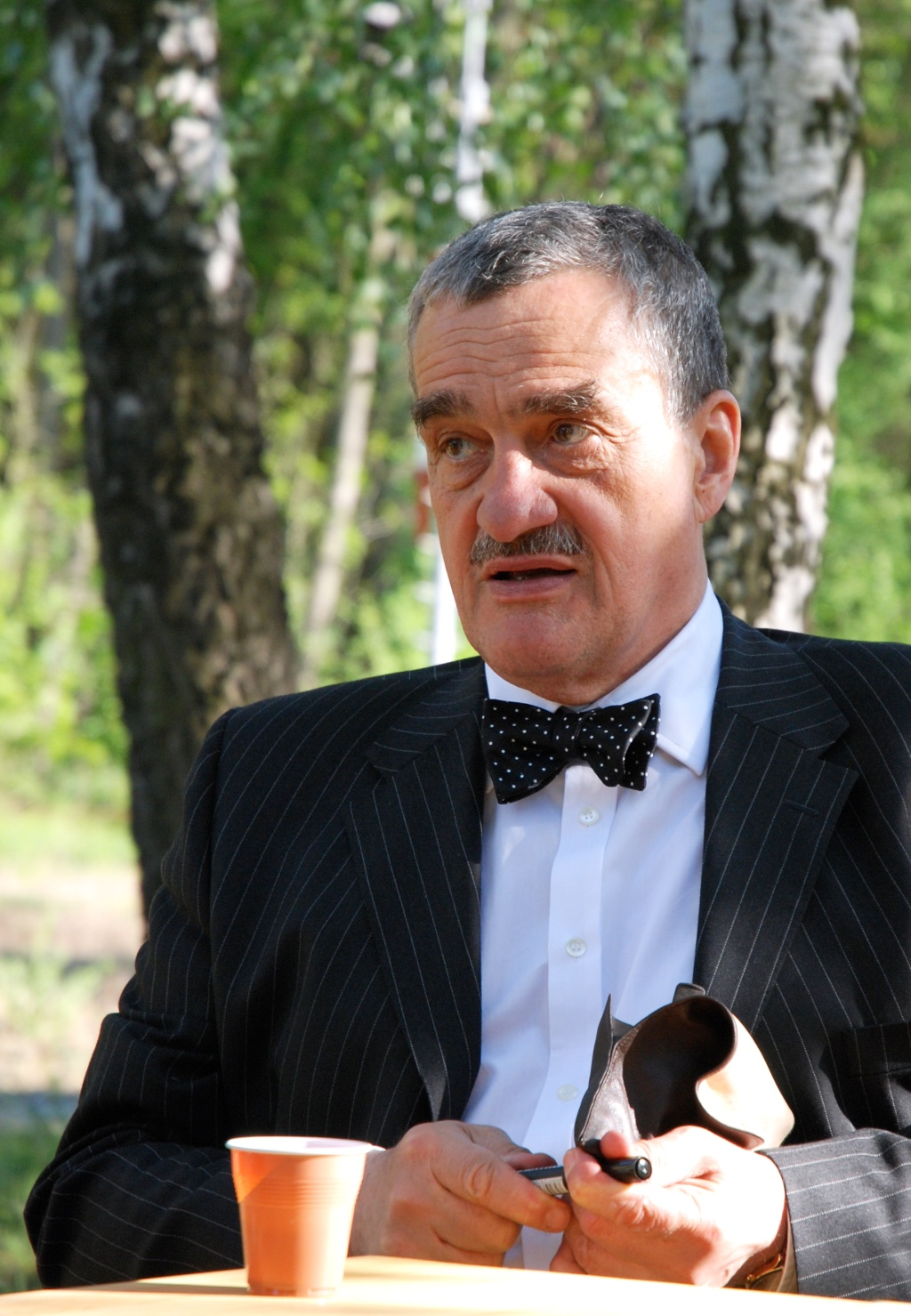
Karel Schwarzenberg
(mai 2007)

  - Conflit gazier : en réponse à la Russie qui appelle l'Union européenne à surveiller le transit de gaz russe à travers l'Ukraine, la Commission européenne estime que les deux pays « doivent assurer que le gaz acheté par l'Europe arrive en Europe et c'est cela que nous surveillons […] c'est un problème bilatéral et c'est aux deux parties de le résoudre ». La baisse de livraison de gaz se maintient à 30 % pour la Roumanie selon la compagnie Transgaz et ce au moins jusqu'au 11 janvier.
- Mardi 6 janvier 2009, conflit gazier : conséquence de la pénurie de gaz pays par pays sur Le Monde.fr : La pénurie de gaz, pays par pays.

- Mercredi 7 janvier 2009 :
  - Conflit gazier :

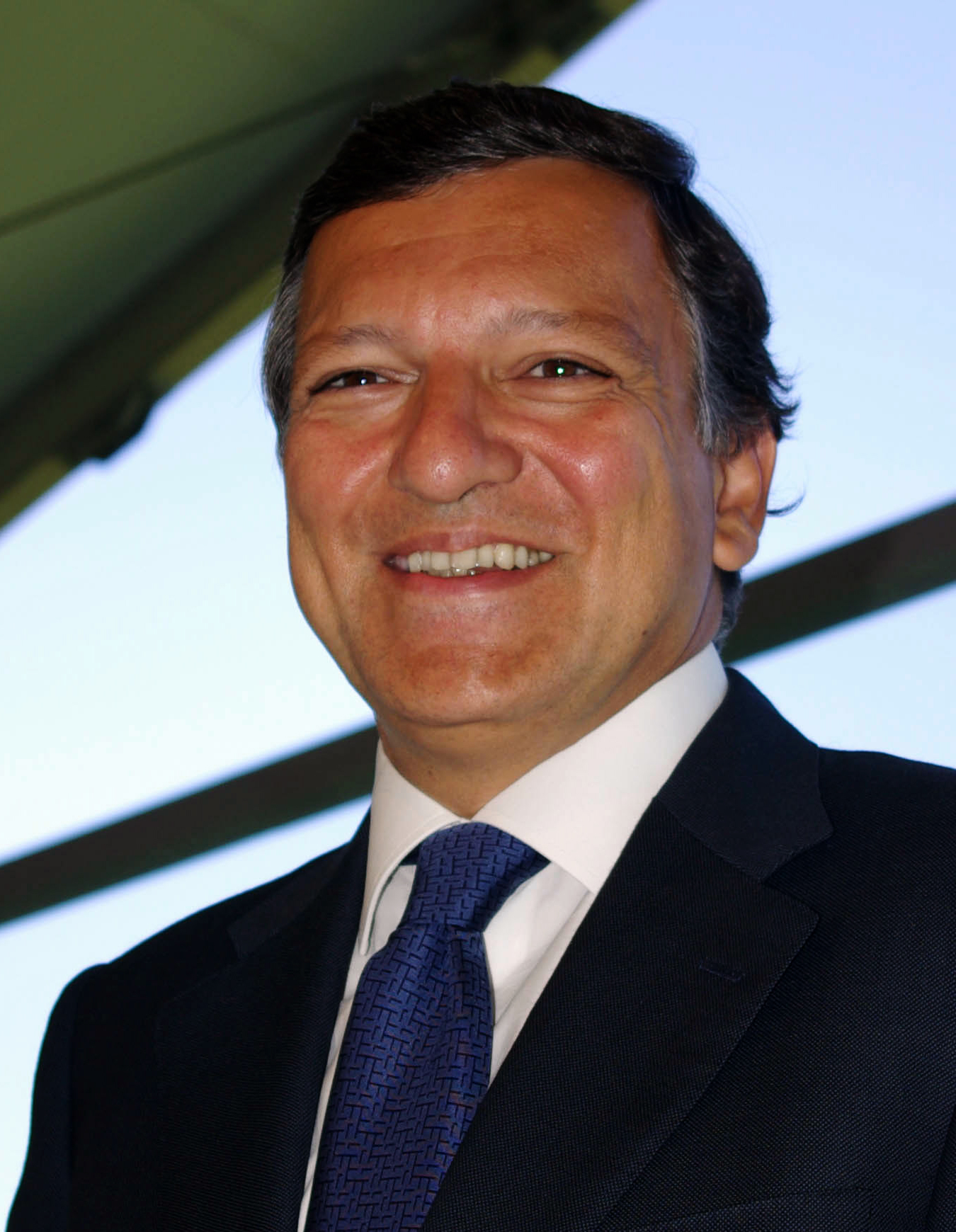
José Manuel Durão Barroso
(août 2007)

    - L'Union européenne appelle « une solution urgente » au contentieux gazier russo-ukrainien et demandé une « reprise immédiate » de toutes les livraisons à l'Europe. Le président de la Commission européenne José Manuel Barroso s'est mis d'accord avec le Premier ministre ukrainien Ioulia Tymochenko pour envoyer « d'urgence » des observateurs européens surveiller le transit de gaz russe vers l'Europe via l'Ukraine.
    - L'Agence internationale de l'énergie juge l'interruption des livraisons de gaz vers l'Europe « totalement inacceptable » et appelle la compagnie russe Gazprom et ukrainienne Naftogaz à les reprendre d'urgence.
- Jeudi 8 janvier 2009 :
  - Conflit gazier :
    - Rencontre à Bruxelles de tous les protagonistes du conflit gazier russo-ukrainien. Selon le commissaire européen à l'énergie, Andris Piebalgs, les Russes ont refusé de signer un accord prévoyant le déploiement d'observateurs européens dans les deux pays, car ils veulent que soit aussi déployés en Ukraine des observateurs russes avec les observateurs européens.
    - Selon la Commission européenne, les dégâts économiques causés par les coupures de gaz russe en Europe sont « certainement très importants », même s'il n'y en a pas d'évaluation précise pour l'instant. Les températures restent un peu partout glaciales, la situation est jugée critique en Bulgarie, où le gouvernement a, entre autres mesures, décidé de fermer les écoles. Dans les Balkans, des centaines de milliers de personnes sont privées de chauffage. Le bois a fait son grand retour dans certaines régions.
    - Les pays d'Europe centrale ont multiplié les appels à la solidarité lors d'une réunion des ministres des affaires étrangères et européennes à Prague, mais aucun dispositif automatique n'est en place pour voler au secours d'un pays en difficulté. Le vice-premier ministre tchèque Alexandre Vondra a souligné : « Nous ne sommes pas très bien préparés. Nous devons élaborer un mécanisme sur la façon de gérer les imprévus ». La Pologne a livré du gaz par camion à la Slovaquie alors que l'Allemagne et la Hongrie vont en exporter vers la Serbie.
- Vendredi 9 janvier 2009 :
  - Selon les données publiées par le Haut Commissariat des Nations unies pour les réfugiés (HCR), plus de 67 000 personnes ont traversé la Méditerranée pour demander l'asile en Europe en 2008, dont 38 000 sont arrivées en Italie et à Malte, « essentiellement après un transit par la Libye ». Le HCR dans ses explications s'en tient à l'idée d'une immigration basée sur des motivations politiques et de violation des droits de l'homme et non pas d'une immigration économique[4].
  - Conflit gazier : les experts énergétiques des 27 pays de l'UE proposent de porter à sa pleine capacité la production de gaz en Norvège, en Grande-Bretagne, en Roumanie et en Pologne pour compenser l'arrêt des livraisons de gaz russe vers l'Europe.

- Samedi 10 janvier 2009 :
  - Conflit gazier :

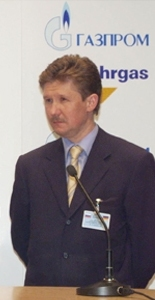
Alexeï Miller
(2001)

    - Le premier ministre tchèque, Mirek Topolanek, dont le pays préside l'Union européenne, a rencontré à Moscou le premier ministre Vladimir Poutine qui lui a assuré que les livraisons de gaz reprendront dès que les observateurs seront déployés, mais a prévenu qu'elles seront à nouveau suspendues si des « vols » sont constatés. L'accord est signé, côté russe, par le vice-premier ministre Igor Setchine et par le patron du groupe Gazprom, Alexeï Miller, et côté européen par le ministre tchèque de l'industrie, Martin Říman[5],[6] : « Nous avons pu atteindre un accord politique destiné à sortir de cette impasse. (…) L'Ukraine a accepté l'ensemble des termes dont la Russie avait besoin pour reprendre ses livraisons ». Les spécialistes estiment qu'il faudra 36 heures entre la réouverture des vannes et l'arrivée du gaz naturel russe dans les foyers européens.
    - L'Allemagne et la Hongrie, qui reçoivent du gaz russe via la Biélorussie annoncent qu'elles livreraient ensemble du gaz à la Serbie et la Bosnie-Herzégovine, deux pays durement touchés par l'arrêt des livraisons de gaz russe par l'Ukraine où transite 80 % du gaz destiné aux pays européens.
- Lundi 12 janvier 2009 :
  - Conflit gazier : l'opérateur hongrois FGSZ, filiale du groupe pétrolier MOL, annonce la suspension temporaire des livraisons de gaz à la Serbie et à la Bosnie à cause d'un problème technique sur le gazoduc en provenance d'Autriche. Sur les 5,9 millions de m3 livrés par l'Autriche à la Hongrie, 4 millions sont destinés au marché hongrois et le surplus a recommencé à être livré à la Serbie (1,2 million) et la Bosnie (0,7 million) à partir de 14H00 GMT.

- Mardi 13 janvier 2009 :

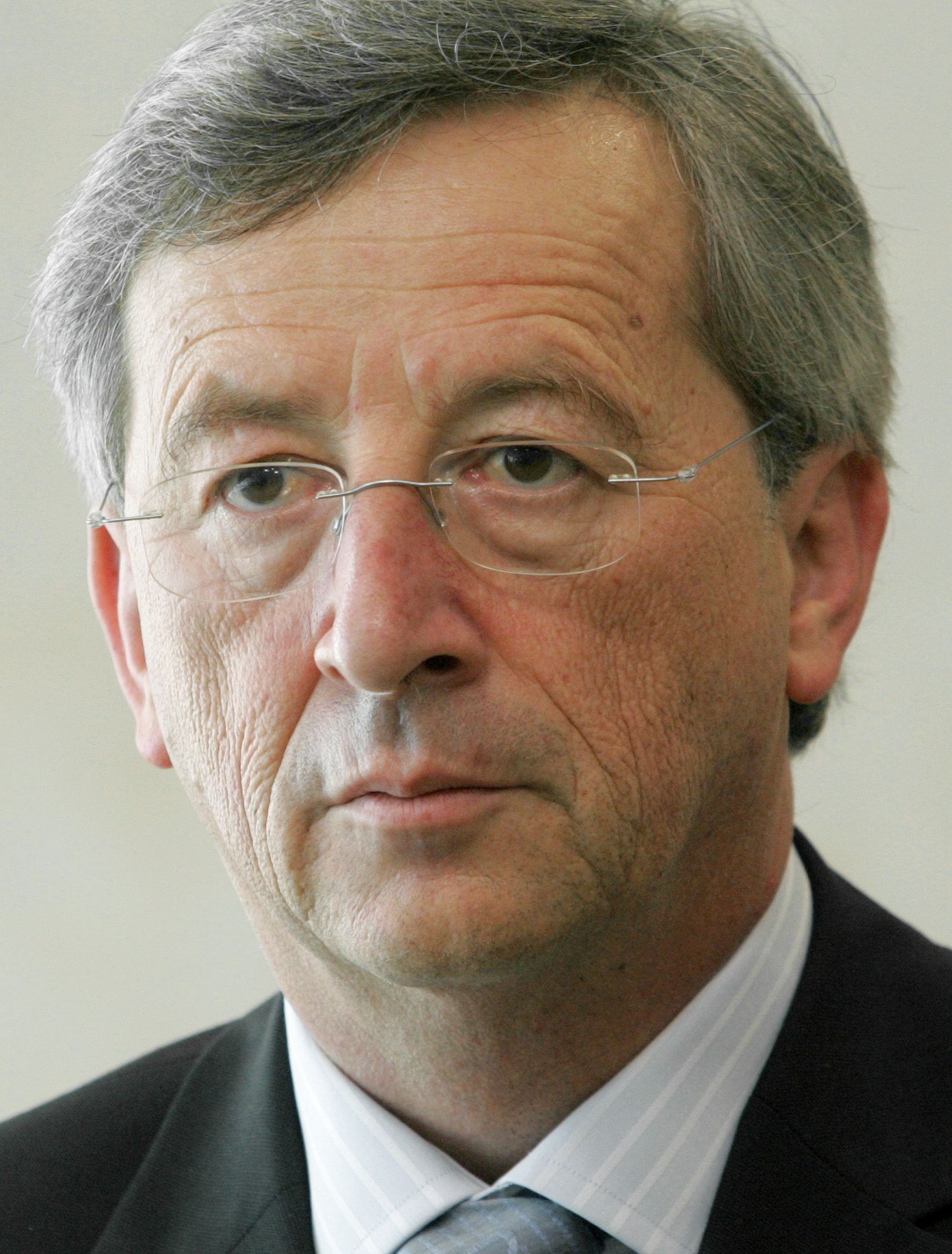
Jean-Claude Juncker
(mai 2006)

  - Publication des chiffres 2008 pour l'Eurostar, le train à grande vitesse qui relie la France et la Belgique à la Grande-Bretagne : le chiffre d'affaires atteint 664 millions de livres sterling (730 millions d'euros, en hausse de 10,9 % par rapport à 2007, à changes constants, il avait progressé de 15,5 % entre 2006 et 2007. Le nombre de voyageurs, atteint 9,1 millions, soit 10,3 % de plus qu'en 2007, contre une augmentation de 5,1 % l'année précédente. Malgré certains retards spectaculaires, le taux de ponctualité s'est élevé à 92,4 % en 2008, contre 91,5 % en 2007. L'attractivité s'est améliorée avec un parcours entièrement à grande vitesse sur le territoire anglais depuis le 14 novembre 2007 dont le temps a été raccourci de 20 minutes[7].
  - Le président exécutif d'EADS, Louis Gallois, se déclare agacé du fait qu'un certain nombre de ses fournisseurs et de ses clients rencontrent des problèmes de financement, dans la mesure où les banques ne veulent pas leur prêter d'argent, déclarant que le groupe aéronautique européen, maison mère d'Airbus et d'Eurocopter, envisage de se substituer en partie aux établissements bancaires et de consacrer une part de sa trésorerie à soutenir financièrement ses clients et ses fournisseurs. La trésorerie d'EADS est évaluée à 9 milliards d'euros fin 2008[8].
  - Conflit gazier :
    - Les livraisons de gaz vers l'Europe via l'Ukraine ont repris peu après 7H00 GMT à partir de la station gazière de Soudja près de la frontière ukrainienne. Gazprom devrait pomper 76,6 millions de m3 par jour, une quantité d'essai représentant à peine un quart des quelque 300 millions de m3 quotidiens que l'Europe recevait avant le début du conflit gazier russo-ukrainien. Mais Gazprom a prévenu les Européens que si Kiev procédait à la moindre ponction sur le gaz destiné qui leur est destiné, les robinets de transit seraient fermés proportionnellement à la quantité siphonnée.
    - Le président de la Commission européenne, José Manuel Barroso, a appelé le premier ministre russe, Vladimir Poutine, pour lui faire part de la « déception de l'UE » face aux faibles niveaux de gaz en transit vers l'Europe. La Commission européenne a indiqué que les experts chargés de vérifier le transit du gaz n'avaient pu avoir pleinement accès au centre de distribution de Gazprom à Moscou et à celui de Naftogaz à Kiev. Le problème porte sur la fourniture du « gaz technique » nécessaire afin de disposer d'une pression suffisante dans les gazoducs pour l'acheminement du gaz russe à l'Europe. La Russie estime qu'il appartient à l'Ukraine de le fournir, dans le cadre des accords de transit bilatéraux, ce que conteste Kiev. L'Union européenne refuse en l'état de se mêler de ce contentieux.
- Mercredi 14 janvier 2009 :
  - Conflit gazier :
    - Le président de la Commission européenne, José Manuel Barroso, menace la Russie et l'Ukraine d'actions en justice des compagnies gazières européennes si les livraisons de gaz à l'UE ne sont pas rétablies de manière « urgente ».
    - Le président ukrainien est reçu par son homologue polonais, alors que les premiers ministres slovaque et bulgare sont à Moscou pour rencontrer leur homologue russe Vladimir Poutine pour tenter d'obtenir la reprise des livraisons de gaz naturel. Au moins 15 pays européens ont vu leurs livraisons stoppées ou réduites depuis la décision, la semaine dernière, de la Russie d'acheminer son gaz vers l'Europe via le gazoduc ukrainien. Des millions d'Européens sont privés de chauffage, de lumière ou même de travail depuis l'arrêt des livraisons le 7 janvier.

  - Une campagne d'affichage sur bus et métro, organisée par l'Union des athées et des agnostiques rationalistes, se déroule dans de nombreuses villes d'Europe avec comme slogan : « Il n'y a probablement pas de Dieu, alors arrêtez de vous faire du souci et profitez de la vie » (There's probably no God, now stop worrying and enjoy your life)[9].
  - Sur l'ensemble de l'année 2008, 14,712 millions de voitures neuves ont été immatriculées dans 28 pays en Europe, soit une chute de 7,8 %, conséquence de la crise qui a touché de plein fouet le secteur au deuxième semestre (-25,8 % en novembre et -17,8 % en décembre). Les données concernent 28 pays, les 27 États membres de l'Union européenne, moins Chypre et Malte, mais plus l'Islande, la Norvège et la Suisse.

- Vendredi 16 janvier 2009 :
  - Conflit gazier :

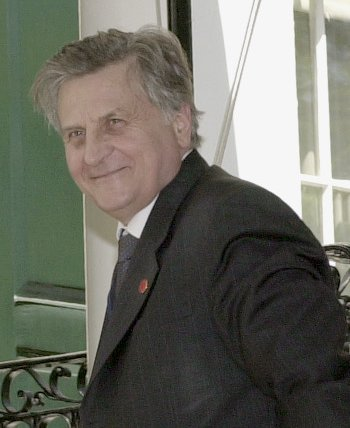
Jean-Claude Trichet
(2001)

    - Le président français Nicolas Sarkozy lors de ses vœux au corps diplomatique a estimé que la « crédibilité » de l'Ukraine et de la Russie sont en jeu dans le conflit gazier opposant ces deux pays, a affirmé aujourd'hui le président Nicolas Sarkozy : « L'Ukraine […] ne doit pas prendre en otage un conflit énergétique qui concerne des millions d'Européens qui attendent mieux. C'est la crédibilité de l'Ukraine qui est en jeu […] Quant à la Russie, je suis de ceux qui pensent que l'Europe doit avoir un accord structurel, stratégique, de long terme avec les Russes […] Mais la Russie doit aussi faire le clair. Quand on fournit les deux tiers du gaz dont l'Europe a besoin, on respecte ses clients, comme les clients doivent respecter le fournisseur […] C'est un problème de respectabilité et d'image. Je suis persuadé qu'un dialogue à haut niveau permettra de trouver un accord, mais l'Europe doit rester unie dans ses discussions avec les Russes comme avec l'Ukraine ».
    - Les groupes énergétiques Gazprom, E.ON Ruhrgas, ENI, Wingas et GDF Suez se sont mis d'accord pour former un consortium afin de résoudre la crise du gaz entre la Russie et l'Ukraine. Ce consortium devrait fournir aux Ukrainiens le « gaz technique » permettant aux gazoducs et aux stations de compression de fonctionner en vue d'une reprise des livraisons de gaz à l'Europe dans l'attente d'un accord entre Moscou et Kiev. La Commission européenne a jugé que les négociations prévues d'ici à la fin de la semaine étaient la « dernière chance » de la Russie et de l'Ukraine de prouver leur volonté de régler la crise. « La patience est épuisée » a renchéri le chef du gouvernement tchèque, Mirek Topolanek, dont le pays assume la présidence de l'Union européenne[10].
- Lundi 19 janvier 2009 : Eurotunnel annonce la réouverture complète du tunnel sous la Manche dans la nuit du 9 au 10 février, alors qu'Eurostar, le train à grande vitesse qui relie la Grande-Bretagne à la France et la Belgique, annonce « le retour à la normale de ses services à partir du lundi 23 février ». Depuis le sinistre du 11 septembre 2008 lors duquel un incendie s'était déclaré sur une navette de camions la circulation des Eurostar, des trains de marchandises et des navettes de tourisme, était perturbée.
- Mardi 20 janvier 2009 : selon l'Autorité européenne de sécurité des aliments (EFSA) et le Centre européen de prévention et de contrôle des maladies (ECDC), les zoonoses — maladies parfois mortelles transmises de l'animal à l'homme progressent en Europe —, mais pourraient être combattues par une meilleure hygiène dans les cuisines. Listeria, salmonelle, campylobacter, sont les trois infections en tête de la liste des maladies transmises de l'animal à l'homme dont l'évolution demeure « préoccupante ». En 2007 dans l'Union européenne, plus de 200 000 infections au campylobacter, plus de 150 000 contaminations par la bactérie Salmonella (1 500 morts) et 1 500 infections confirmées de listeria (300 morts) ont été signalés.
- Vendredi 23 janvier 2009 :
  - La tempête de vent Klaus touche l'Europe de l'Ouest (Portugal, Espagne, France, Italie) du 23 au 25.
  - Le président libyen Mouammar Kadhafi, un fervent opposant au projet tel qu'il est, estime que l'offensive israélienne dans la bande à Gaza a « porté un coup à l'Union pour la Méditerranée » : « Nous regrettons ce coup porté à l'UPM alors qu'il était à ses débuts […] Est-ce que la destruction de Gaza et le meurtre d'enfants sont parmi les projets concrets promis par l'UPM ? […] Je pense que les partenaires du sud vont réviser leur adhésion à l'UPM » dont fait partie Israël, proposant que cette Union se limite aux pays nord-africains et du sud de l'Europe occidentale.
  - Le président ukrainien Viktor Iouchtchenko annonce se rendre mardi auprès de la Commission européenne à Bruxelles pour tirer les leçons de la crise du gaz qui a interrompu les livraisons russes à destination de l'Europe pendant 22 jours. Les discussions porteront notamment sur la modernisation du réseau de gazoducs ukrainiens par lequel transite une grande partie de gaz russe livré à l'Union européenne mais qui « est un réseau très, très ancien, très inefficace, avec des pertes immenses » selon le président José Manuel Barroso : « Nous avons vu pendant cette crise que l'Ukraine avait des difficultés à remplir ses engagements, pas parce qu'il y a de la mauvaise volonté à l'égard de l'Europe - au contraire, l'Ukraine veut avoir un destin européen - mais en raison d'infrastructures anciennes ».
- Mardi 27 janvier 2009 : un comité d'experts européens donnent leur accord à la fabrication de vin rosé à partir de mélange de vin rouge et de vin blanc, ce qui va être le début d'une importante polémique européenne.

### Février 2009
- Lundi 2 février 2009 : le commissaire aux droits de l'Homme du Conseil de l'Europe, Thomas Hammerberg, affirme que « Les enfants ne doivent pas être traités comme des criminels » en condamnant « tendance inquiétante en Europe qui consiste à enfermer davantage d'enfants de plus en plus jeunes » : « Les jeunes délinquants sont avant tout des enfants qui doivent être protégés par les lois […] adoptées en matière de droits de l'Homme » pour qui l'accent doit être mis sur les solutions alternatives à l'emprisonnement et sur les mesures de prévention qui sont la clé de voûte d'une « politique efficace et humaine ». Il s'en est particulièrement pris aux législations britannique et géorgienne, qui ont fixé l'âge de la responsabilité à un seuil très bas, et à un projet de loi français qui propose le seuil de 12 ans.
- Mardi 3 février 2009 :
  - Le président français Nicolas Sarkozy et la chancelière allemande Angela Merkel publient un texte commun sur la sécurité en Europe[11].
- Jeudi 5 février 2009 : Orange Vallée, division de France Télécom consacrée à l'innovation, annonce le lancement prochain d'un site internet gratuit de musique à la demande, « WorMee », qui donnera accès à un catalogue de « 4 millions de titres à terme ». Il s'agira d'un « service communautaire », construit comme un réseau social (messagerie, amis, groupes...) qui sera le concurrent de Deezer. Il sera financé par les recettes publicitaires ainsi que par le téléchargement. Ils espèrent proposer la quasi-totalité, du « catalogue musical mondial » grâce à des accords avec des majors du disque et des éditeurs indépendants. Il sera également possible d'écouter gratuitement un bouquet de 4 000 radios du monde entier[12].
- Lundi 9 février 2009 : les salles de cinéma ont accueilli en 2008 920 millions de spectateurs en Europe, soit une progression de 0,3 % sur un an, selon l'Observatoire européen de l'audiovisuel. Parmi les plus importantes fréquentations : la France (188,8 millions d'entrées, +6,2 %), le Royaume-Uni (164,2 M, +1,1 %) et l'Allemagne (129,4 M, +3,2 %) et l'Espagne (108 M., -7,6 %).
- Mardi 10 février 2009 :
  - Selon une note confidentielle adressée par la division militaire d'Airbus, Airbus Military, à l'OCCAR, l'Organisation européenne de Coopération en matière d'Armement et dont Le Figaro a eu connaissance, le futur avion de transport militaire Airbus A400M ne sera pas livré avant « fin 2012 », entraînant un surcoût du programme d'environ 5 milliards d'euros, soit autant que pour l'A380.
  - L'opérateur satellitaire Eutelsat prévoit une croissance annuelle supérieure à ses objectifs. Toutes ses « activités sont en progression » bénéficiant de « son statut d'infrastructure clé au cœur de l'économie numérique ».
- Vendredi 13 février 2009 : les ventes de voitures neuves en Europe se sont effondrées de 26,3 % en janvier sur un an, reculant pour le neuvième mois consécutifs, avec environ 355 000 unités vendues en moins, selon les chiffres provisoires de l'Association des constructeurs automobiles européens (ACEA). Le mois de janvier, avec ses 958 517 unités vendues au total, affiche sa plus mauvaise performance en deux décennies.
- Jeudi 19 février 2009 : les sites de rencontre « Match » et « Meetic » annoncent la fin de la guerre sans merci qu'ils se livraient en Europe et la création d'une entreprise. Meetic, leader européen des sites de rencontres sur l'internet va racheter les activités européennes de son concurrent « Match.com » (groupe américain IAC), numéro un du secteur, tandis que ce dernier va prendre une participation de 26,8 % dans son capital, de plus l'américain devrait à terme disposer d'une option d'achat sur le français « Meetic », créé en 2002 par Marc Simoncini, qui a popularisé le concept de la rencontre en ligne sur Internet. En Europe, Match.com compte 270 000 clients (pour quelque 60 millions d'euros de CA) et Meetic environ 700 000 clients (pour quelque 130 millions d'euros de CA).
- Vendredi 20 février 2009 : ouverture à Berlin de la réunion du G20 européen avec l'objectif de définir une ligne commune sur la refonte du système financier et sur les réponses à la crise avant le sommet de Londres début avril.
- Dimanche 22 février 2009 : les pays européens membres du G20 se sont mis d'accord pour doubler leur contribution au financement du Fonds monétaire international (FMI) et pour soutenir une régulation et une surveillance accrue de l'ensemble des acteurs des marchés. Ils estiment le FMI ne pourra aider ses membres « rapidement et efficacement » que s'il obtient « au moins 500 milliards de dollars » supplémentaires.
- Mercredi 25 février 2009 : la Banque européenne pour la reconstruction et le développement (BERD) annonce une perte nette 2008 de 602 millions d'euros l'an dernier, contre un bénéfice net de 1,884 milliard d'euros en 2007. Créée en 1991 pour accompagner les pays de l'ancien bloc soviétique dans leur transition vers l'économie de marché, la BERD compte augmenter ses investissements de 20 % pour aider ses pays d'intervention à surmonter la crise.

### Mars 2009
- Dimanche 1er mars 2009, Europe de l'Est : Les chefs d'État et de gouvernements européens rejettent l'idée d'un grand plan d'aide pour l'Europe de l'Est face à la crise préférant des aides au cas par cas. Plusieurs pays d'Europe centrale avaient appelé leurs partenaires de l'Ouest à être plus solidaires face aux problèmes de liquidités et de changes auxquels certains - surtout la Hongrie et la Lettonie - sont confrontés.
- Lundi 2 mars 2009 : Selon le magazine Terra Eco, le premier ministre britannique Gordon Brown a l'empreinte carbone la plus élevée des principaux dirigeants européens. En 2008, les voyages officiels de Brown ont représenté plus de 8 400 tonnes équivalent CO2. Le bilan de la chancelière allemande Angela Merkel est de 7 400 tonnes, celle du président français Nicolas Sarkozy est de 7 100 et celle du chef du gouvernement espagnol José Luis Rodriguez Zapatero enregistre avec 6 700 l'empreinte carbone la plus faible des quatre. En termes de distance parcourue, Nicolas Sarkozy figure en tête avec 324 000 km contre 158 000 km pour Brown, et 175 000 pour Zapatero et Merkel. En fait, le bilan carbone dépend largement du type d'appareil utilisé, plus l'avion est gros et vieux, plus ses émissions de CO2 sont importantes. Le bilan flatteur du président français est dû à l'Airbus A319 aménagé qu'il utilise, mais la mise en service prochainement d'un A330 pour lui éviter les escales sur les longues distances, pourrait sensiblement alourdir sa facture écologique, souligne le mensuel.
- Jeudi 5 mars 2009 :
  - La Cour de justice européenne a déboute la France de son recours contre l'interdiction dans l'UE de la pêche à la « thonaille », un filet très controversé utilisé pour la capture de thons en Méditerranée. L'UE a banni cette pêche en 2002, considérée comme potentiellement dangereuse pour les cétacés. Mais la France n'a pas respecté cette interdiction et en a demandé la levée, poussant la Commission européenne à saisir la justice européenne en 2007.
- Mardi 10 mars 2009 : L'Eurovision disqualifie la chanson géorgienne qui montre du doigt le premier ministre russe, Vladimir Poutine, en raison de son message politique, « pas conforme aux règlements du concours » ont annoncé mardi les organisateurs. La chanson « We don't want put in » est un jeu de mots entre l'orthographe anglaise du nom Poutine et le verbe « to put in », qui signifie « mettre » en anglais. Le concours de l'Eurovision aura lieu à Moscou en mai, la Russie ayant remporté la précédente édition de l'Eurovision.
- Jeudi 12 mars 2009 : Lors de la Xe Convention alpine à Évian-les-Bains (France), les ministres représentant les huit pays de l'Arc alpin adopte un plan de lutte contre le changement climatique dans les Alpes. Le plan d'action de cette conférence prévoit des mesures d'atténuation des émissions de gaz à effets de serre ainsi que des dispositifs d'adaptation aux effets du changement climatique. Parmi ces actions figurent l'engagement des États à établir une « trame verte transalpine » reliant les espaces protégés, l'identification et la valorisation des opérateurs touristiques proposant une offre de transport et de séjour économe en carbone. La conférence alpine a également récompensé six réalisations exemplaires de tourisme durable dans chacun des pays alpins sur un total de 29 candidatures.
- Vendredi 13 mars 2009 : Le premier ministre britannique Gordon Brown salue comme un « véritable progrès » les mesures prises par la Suisse, l'Autriche, Andorre, le Liechtenstein et le Luxembourg visant à assouplir leur secret bancaire, acceptant « les normes internationales pour faire cesser l'évasion fiscale », cédant aux pressions du G20 qui fait de cette question l'une de ses priorités : « Nous pouvons qualifier l'annonce de ce jour de véritable progrès en vue d'un échange d'informations fiscales entre tous les pays, ce qui représente le début de la fin pour les paradis fiscaux […] L'évasion fiscale, qui coûte chaque année à l'économie internationale des milliards de livres, va devenir de plus en plus difficile à l'avenir. Le sommet du G20 à Londres est l'occasion d'adopter un accord international sur les actions supplémentaires qu'il faut prendre afin de nettoyer le système financier ».
- Mardi 17 mars 2009 : La Russie a lancé le satellite européen GOCE, destiné à mieux connaître les courants océaniques, les mouvements tectoniques et le volcanisme, depuis la base de Plessetsk (nord).
- Mercredi 18 mars 2009 : Le Conseil de l'Europe recommande à ses 47 États membres de promouvoir l'accès au sport des enfants issus des minorités et de reconnaître le racisme comme un problème important dans le sport. La recommandation invite les fédérations et les clubs à reconnaître que le racisme pose un problème important et à adopter des mesures d'autorégulation, disciplinaires et de sensibilisation pour traiter ce problème[13],[14].

### Avril 2009
- Jeudi 2 avril 2009 : Sommet du G20 à Londres.
- Lundi 6 avril 2009 : Le Fonds monétaire international (FMI) serait favorable à l'adoption de l'euro par certains États d'Europe centrale et orientale touchés par la crise, sans qu'ils rejoignent formellement la zone euro, selon un rapport confidentiel cité par le Financial Times. Le Fonds estime que la zone euro pourrait assouplir ses critères d'adhésion de telle sorte que ces pays puissent devenir des « quasi-membres » sans siège à la Banque centrale européenne (BCE).
- Mardi 7 avril 2009 : La Banque européenne pour la reconstruction et le développement (BERD) a augmenté de 64 % son aide aux pays de l'Est au premier trimestre 2009 pour mieux lutter contre la crise financière mondiale, soit 1,1 milliard d'euros. La situation économique de l'Europe de l'Est soulève de sérieuses inquiétudes; plusieurs pays de la région étant menacés d'une sévère récession et les marchés financiers s'inquiètent de la fragilité des banques locales. En février, la BERD s'était déjà jointe au FMI et à la Banque européenne d'investissement pour apporter jusqu'à 24,5 milliards d'euros sur deux ans aux banques et entreprises d'Europe de l'Est.
- Mercredi 8 avril 2009 :
  - Le groupe ArcelorMittal annonce poursuivre et accentuer la réduction de sa production d'acier en Europe, désormais inférieure à 50 % de ses capacités mondiales « depuis plusieurs mois », avec l'arrêt temporaire de tous les hauts fourneaux de Liège (Belgique) et Florange (Moselle). Sur ses 25 hauts fourneaux en Europe, 11 vont continuer à fonctionner au 2e trimestre, contre 14 au 1er trimestre, la production sera ainsi réduite à 55 % des capacités du groupe en Europe, passant de 40 millions à 18 millions de tonnes. En février, le groupe avait prévenu qu'il pourrait augmenter le nombre de suppressions d'emplois par départs volontaires, initialement de 9 000, soit environ 3 % des effectifs mondiaux du sidérurgiste.
  - Journée internationale des Roms, peuple sans État et première minorité d'Europe. Quatre institutions européennes de défense des droits de l'homme et des minorités lance un appel pour lutter contre les discriminations dont continuent à être victimes les Tziganes[15].
- Lundi 20 avril 2009 : Le président russe Dmitri Medvedev annonce que la Russie présente des propositions pour une nouvelle charte mondiale de l'énergie afin de remplacer un traité de 1991, dit « Charte de l'énergie », visant à améliorer la sécurité des approvisionnements énergétiques et à optimiser la production, le transport et la distribution de l'énergie. Cette charte signée depuis 1994 par 49 pays et l'Union européenne, n'a jamais été ratifiée par la Russie. Cette proposition, destinée à encadrer les conflits énergétiques entre les pays, sera envoyée au G20, à l'Union européenne et aux pays de l'ex-URSS.
- Vendredi 24 avril 2009 : Ouverture à Sofia (Bulgarie) d'un sommet sur la sécurité énergétique de l'Europe en présence des délégations d'une trentaine de gouvernements d'Europe centrale et orientale du Moyen-Orient, de la Russie et d'institutions de l'Union européenne, 4 mois après la crise gazière russo-ukrainienne. Le président bulgare Gueorgui Parvanov a pris l'initiative de cette réunion car la Bulgarie est totalement dépendante du gaz russe pour son approvisionnement énergétique. Elle cherche à diversifier ses sources d'approvisionnements et promeut deux projets de gazoducs concurrents : Nabucco soutenu par l'Union européenne et South Stream soutenu par Moscou[16].
- Lundi 27 avril 2009 : 1er cas de grippe A (H1N1) en Europe en Espagne[17].
- Mardi 28 avril 2009 : Réunion des représentants de 46 pays à Louvain-la-Neuve (Belgique) pour dresser le bilan de l'harmonisation européenne des études supérieures, dit « processus de Bologne » (1999), et relancer à l'horizon 2020 une mobilité universitaire qui peine à décoller. Objectifs : faire converger les architectures universitaires (études, cursus) afin de faciliter la reconnaissance des diplômes en Europe et la mobilité étudiante. Outils préconisés : doter les systèmes universitaires des cycles licence/master/doctorat (dits « LMD »), adopter un système de crédits (les « ETCS », unités de valeur qui représente le volume de travail effectif de l'étudiant) transférables d'un pays à un autre, mettre en place des « suppléments au diplôme » (certificat fournissant une description détaillée du cursus suivi aidant à la reconnaissance des qualifications) ou encore, développer un modèle européen d'assurance qualité[18].

### Mai 2009
- Jeudi 7 mai 2009 : Le Sommet pour le Partenariat oriental se tiendra à Prague.
- Lundi 11 mai 2009 : Deux membres du gang international de voleurs de bijoux des Pink Panthers, soupçonnés de deux « casses » à Lausanne (Suisse) et Monaco notamment, sont interpellés à Paris dans un hôtel du XVIIIe arrondissement. Les deux suspects, 36 et 38 ans, possèdent de faux papiers d'identité et seraient Serbes. D'autres méfaits pourraient leur être attribués dans toute l'Europe. Selon Interpol, le gang des « Pink Panthers » s'apparente à un groupe à géométrie variable de criminels originaires d'ex-Yougoslavie qu'à une véritable « bande ». Le groupe, estimé à environ 200 personnes par les policiers, privilégie l'attaque de bijouteries de luxe dans le monde entier. Il a aussi à son actif des vols, homicides et du trafic de drogue[19].
- Dimanche 17 mai 2009 : La « Nuit des musées » a été organisée cette année par plus de 2 200 établissements dans 41 pays, dont 1 150 en France.
- Vendredi 15 mai 2009 : Les quatre pays membres de l'Association européenne de libre-échange (Suisse, Islande, Liechtenstein et Norvège) annoncent pour l'automne le début de négociations avec la Russie, en vue d'un accord de libre-échange. L'étude de faisabilité a révélé des « complémentarités » entre l'AELE et la Russie, notamment dans le commerce de biens, les produits agricoles, les services et les investissements.
- Samedi 16 mai 2009 :
  - À l'appel de la Confédération européenne des syndicats, 4 grandes « euro-manifestations » ont eu lieu à Madrid (jeudi, 20 000), Bruxelles (vendredi, 40 000 manifestants), Prague (samedi, 20 000 manifestants) et Berlin (samedi, 100 000 manifestants), sous le mot d'ordre « Combattre la crise, un pacte social pour l'Europe, les responsables doivent payer ».
  - Le Norvégien Alexander Rybak, avec son conte de fée (Fairytale), a gagné la 54e édition de l'Eurovision qui s'est déroulée à Moscou, devançant l'Islande et l'Azerbaïdjan[20].
- Mercredi 20 mai 2009 :
  - Selon le président exécutif du groupe EADS, Louis Gallois, chaque année il manque « 3 000 à 3 500 ingénieurs » dans l'aéronautique en Europe, souhaitant un effort en matière de recherche et d'éducation et estimant qu'en matière de recherche, « la crise pourrait être l'occasion d'exprimer une ambition européenne industrielle forte, et pas seulement dans la défense. C'est le moment d'engager de grands programmes européens. Les sujets de manquent pas: voiture électrique; nanotechnologies, confinement du CO2, l'homme dans l'espace ou les drones militaires »[21].
  - L'Agence spatiale européenne (ESA) présente les six nouveaux spationautes européens sélectionnés parmi les 8 413 candidatures recevables. Parmi eux, le Français Thomas Pesquet, l'Italienne Samantha Cristoforetti, un Allemand, un Danois, un Italien et un Britannique.
  - Le « Shakhtar Donetsk » (Ukraine) remporte à Istanbul la Coupe de l'UEFA en battant le Werder Brême (Allemagne) à l'issue des prolongations.
- Mercredi 27 mai 2009 : Le nouveau patron du groupe pétrolier anglo-néerlandais Royal Dutch Shell, Peter Voser, annonce une réorganisation majeure de la structure d'activités du groupe, sans en chiffrer l'impact tant en matière financière qu'en termes d'emplois. Le principal changement dévoilé consiste en un regroupement des activités "amont" dans deux divisions ; une pour les Amériques et l'autre pour le reste du monde, au lieu de trois jusqu'ici ("exploration et production", "gaz et énergie" et "sables bitumineux")[22].
- Vendredi 29 mai 2009 : Le groupe Hewlett-Packard, premier fabricant mondial d'ordinateurs, annonce un plan de suppressions de 6 400 postes dans le monde dont beaucoup dans les sites européens du groupe.

### Juin 2009
- Lundi 1er juin 2009 : Disparition du Vol 447 Air France qui reliait Rio de Janeiro à l'aéroport Paris-Charles-de-Gaulle avec 228 personnes à son bord.
- Mercredi 3 juin 2009 : Le chef historique de Solidarnosc et prix Nobel de la Paix, le Polonais Lech Wałęsa (65 ans), appelle les Européens à revenir aux « valeurs morales », à l'occasion du 20e anniversaire des élections polonaises qui avaient sonné le glas du bloc soviétique. Selon lui, ce sont précisément ces valeurs qui avaient constitué « une arme décisive il y a vingt ans », quand Solidarnosc avait battu aux législatives du 4 juin 1989 le pouvoir communiste de l'époque : « Tirez en la bonne leçon: les valeurs morales sont plus importantes que le nucléaire, que tout […] Essayez de bâtir sur les valeurs vos solutions économiques et politiques […] Si nous réussissons, nous rendrons le monde un peu meilleur. Nous préserverons l'unité européenne, la sagesse européenne et, grâce à la solidarité, la justice européenne […] Dans le cas contraire, nous allons reculer vers des nationalismes, des protectionnismes, vers la lutte contre les minorités nationales. Cela commence déjà ».
- Dimanche 7 juin 2009 : Élections européennes du 4 au 7[23]. La participation est de 43,55 % ; la droite sort vainqueur avec 265 députés (21 députés supplémentaires) sur 736. Les verts gagnent 12 députés dont 8 en France, et les socialistes perdent 35 députés.
- Vendredi 12 juin 2009 : Le groupe pharmaceutique suisse Novartis déclare avoir réussi à produire un premier lot de vaccins contre la grippe A(H1N1), avec plusieurs semaines d'avance sur ses prévisions. Le vaccin a été produit par culture de cellules et non par culture dans des œufs, comme c'est habituellement le cas. Les premiers tests et évaluations cliniques vont commencer. Le vaccin est fabriqué par le laboratoire Novartis de Marbourg en Allemagne. Plus de 30 gouvernements ont passé commande de vaccins, dont le Ministère américain de la Santé, qui en a demandé pour 289 millions de dollars (205 millions d'euros) en mai.
- Jeudi 18 juin 2009 : Les régions Midi-Pyrénées, Languedoc-Roussillon, Catalogne et îles Baléares, dans le cadre de l'« eurorégion Pyrénées- Méditerranée », mettent en réseau leurs universités et annoncent la naissance d'un « eurocampus » comptant un demi-million d'étudiants, devenant « le premier campus européen et le septième au niveau mondial ».
- Mercredi 24 juin 2009 :
  - Selon une étude de Standard and Poor's, les prix des logements vont continuer à baisser dans la plupart des pays européens, en particulier en Irlande et en Espagne, sauf au Royaume-Uni, ou une « amélioration très progressive du marché » est peut-être en vue. SP anticipe une baisse de 10 % des prix sur 12 mois en décembre 2009.
  - La Banque centrale européenne lance un programme de prêt aux banques sans précédent de 442 milliards d'euros à 1 % sur 12 mois, destiné à débloquer les marchés du crédit. Un total de 1.121 institutions ont souscrit à cette offre, qui a été immédiatement épuisée. Il s'agit du plus important programme de prêts aux banques mis en place par la BCE depuis celui de décembre 2007, qui s'élevait à 348,6 milliards d'euros. Il a pour objectif de dégripper les marchés du crédit en injectant des liquidités censées aider les banques à se prêter de l'argent entre elles, ainsi qu'aux entreprises et aux particuliers.
- Mardi 30 juin 2009 : Les experts de l'Autorité européenne de la sécurité alimentaire (EFSA) ont conclu que le maïs 810 est sans risques pour la santé humaine et animale et ne constitue pas une menace pour l'environnement, si des mesures appropriées sont prises pour éviter une contamination des lépidoptères. Six pays européens ont suspendu la culture de cette variété de maïs conçue pour résister à un papillon nuisible, la pyrale, en raison des incertitudes entourant ses éventuelles conséquences sur la santé et l'environnement dues de la dissémination[24].

### Juillet 2009
- Jeudi 2 juillet 2009 : Le président de l'Union européenne de football (UEFA), Michel Platini, se dit abasourdi par les sommes dépensées par certains clubs comme le Real Madrid lors de récents transferts hors normes et entend « mettre en place des règles ».
- Vendredi 3 juillet 2009 : Une amende de 7 à 15 000 euros a été requise par le procureur Bruce MacFarlane à l'encontre de l'ancienne porte-parole du procureur du TPIY la française Florence Hartmann, accusée d'outrage à la Cour, pour avoir publié le contenu de deux décisions confidentielles de la chambre d'appel du TPI qui s'opposait à la publication de documents qui auraient, selon elle, permis de prouver l'implication de la Serbie dans le génocide de Srebrenica (Bosnie) qui a coûté la vie à quelque 8 000 Musulmans en 1995. Ces décisions avaient été rendues dans le cadre du procès de l'ancien président Slobodan Milosevic, mort en 2006 dans sa cellule à La Haye. Elles ont été relatées dans un livre de la journaliste française publié en 2007, « Paix et châtiment », et un article paru début 2008[25].
- Mercredi 8 juillet 2009 : la grippe A (H1N1) est confirmée dans 40 pays de la région européenne de l'OMS (Organisation Mondiale de la Santé), avec un total de 4 décès et 11 497 cas cumulés en Europe depuis le début de l'épidémie[26].

### Août 2009
- 30 août, Allemagne : élections régionales en Sarre, Saxe et Thuringe, Länder dirigés par l'Union chrétienne-démocrate d'Allemagne (CDU), parti de la chancelière fédérale Angela Merkel. La CDU perd la majorité absolue en Sarre, où se forme une « coalition jamaïcaine »  et en Thuringe, où se forme une grande coalition, toutes deux dirigées par la CDU. À l'inverse, elle peut former une coalition noire-jaune en Saxe.

### Septembre
- 27 septembre, Allemagne : 
  - Élections législatives fédérales opposant la chancelière chrétienne-démocrate Angela Merkel au vice-chancelier et ministre fédéral des Affaires étrangères social-démocrate Frank-Walter Steinmeier. La CDU et le FDP emportent la majorité absolue et Angela Merkel reste chancelière.
  - Élections régionales au Brandebourg, dirigé par le Parti social-démocrate d'Allemagne (SPD), qui conserve le land, en s'alliant avec Die Linke à la place de la CDU.
  - Élections régionales anticipées au Schleswig-Holstein, dirigé par l'Union chrétienne-démocrate d'Allemagne (CDU), qui conserve le pouvoir, passant d'une grande coalition à une alliance avec les libéraux.
- 27 septembre, Portugal : Élections législatives opposant le Premier ministre socialiste José Sócrates à la dirigeante libérale Manuela Ferreira Leite. Le parti socialiste perd la majorité absolue mais reste au pouvoir.